# Saint-Denis-de-Villenette
Saint-Denis-de-Villenette is een plaats en voormalige gemeente in het Franse departement Orne in de regio Normandië en telt 126 inwoners (1999). De plaats maakt deel uit van het arrondissement Alençon.

## Geschiedenis
Saint-Denis-de-Villenette is op 1 januari 2016 gefuseerd met de gemeenten La Baroche-sous-Lucé, Beaulandais, Juvigny-sous-Andaine, Loré, Lucé en Sept-Forges tot de gemeente Juvigny Val d'Andaine.

## Geografie
De oppervlakte van Saint-Denis-de-Villenette bedraagt 5,8 km², de bevolkingsdichtheid is 21,7 inwoners per km².
De onderstaande kaart toont de ligging van Saint-Denis-de-Villenette met de belangrijkste infrastructuur en aangrenzende gemeenten.

## Demografie
Onderstaande figuur toont het verloop van het inwonertal (bron: INSEE-tellingen).
La Baroche-sous-Lucé · Beaulandais · Juvigny-sous-Andaine · Loré · Lucé · Saint-Denis-de-Villenette · Sept-Forges